# Walter Legge
Harry Walter Legge (Shepherd's Bush, 1º giugno 1906 – Saint-Jean-Cap-Ferrat, 22 marzo 1979) è stato un produttore discografico britannico di musica classica.
Molto importante la sua influenza sulla produzione dell'etichetta EMI. Molte delle sue registrazioni sono state successivamente inserite nella collana "Great Recordings of the Century". Ha lavorato nell'industria discografica dal 1927, scrivendo anche come critico per il The Manchester Guardian. Fu assistente di Sir Thomas Beecham alla Royal Opera House, Covent Garden e nella seconda guerra mondiale ebbe un ruolo fondamentale nel portare la musica alla forze armate e ai civili.
Dopo la guerra, Legge fondò la Philharmonia Orchestra e lavorò per la EMI come produttore fino agli anni sessanta, quando lasciò la compagnia per delle divergenze. Tentò di sciogliere la Philharmonia Orchestra nel 1964, ma l'orchestra si organizzò in cooperativa e continuò l'attività senza di lui. Da quel momento lavorò affiancando la seconda moglie, Elisabeth Schwarzkopf, nelle registrazioni e nell'organizzazione di Masterclass.